# Vozvrasjjenije rezidenta
Vozvrasjjenije rezidenta (russisk: Возвращение резидента) er en sovjetisk spillefilm fra 1982 af Veniamin Dorman.

## Medvirkende
- Georgij Zjzjonov som Mikhail Tuljev
- Pjotr Veljaminov som Lukin
- Leonid Bronevoj som Staube
- Boris Khimitjev som Robert Stivenson
- Iren Azer som Marta